# Académie Sportive des Employés de Commerce Mimosas
ASEC Mimosas (abreviação de Académie Sportive des Employés de Commerce Mimosas) é um clube de futebol marfinense fundado em 1948 na cidade de Abidjan. O clube também é conhecido como ASEC Abidjan, especialmente em competições internacionais de clubes.
Fundado em 1948, eles são o time mais bem-sucedido do futebol marfinense, tendo vencido a Primeira Divisão Marfinense 29 vezes e a Liga dos Campeões da CAF de 1998. Além disso, a academia de jovens do ASEC, conhecida como Académie MimoSifcom, produziu vários jogadores famosos predominantemente baseados nas principais ligas estrangeiras, incluindo Bonaventure Kalou, Didier Zokora, Emmanuel Eboué, Bakari Koné, Gervinho, Salomon Kalou, Koffi Ndri Romaric, Boubacar Barry, Didier Ya Konan, Kolo Touré, Yaya Touré e Odilon Kossounou, todos os quais jogaram internacionalmente.

## Títulos
| CONTINENTAIS    | CONTINENTAIS             | CONTINENTAIS | CONTINENTAIS |
|                 | Competição               | Títulos      | Temporadas |
| --------------- | ------------------------ | ------------ | --- |
|                 | Liga dos Campeões da CAF | 1            | 1998. |
|                 | Supercopa Africana       | 1            | 1999 |
| REGIONAL        |                          |              | |
|                 | Competição               | Títulos      | Temporadas |
|                 | Copa UFOA                | 1            | 1990 |
| NACIONAIS       |                          |              | |
| Costa do Marfim | Ligue 1 Côte d'Ivoire    | 27           | 1963, 1970, 1972, 1973, 1974, 1975, 1980, 1990, 1991, 1992, 1993, 1994, 1995, 1997, 1998, 2000, 2001, 2002, 2003, 2004, 2005, 2006, 2009, 2010, 2017, 2018, 2021 |
|                 | Competição               | Títulos      | Temporadas |
| Costa do Marfim | Coupe de Côte d'Ivoire   | 20           | 1962, 1967, 1968, 1969, 1970, 1972, 1973, 1983, 1990, 1995, 1997, 1999, 2003, 2005, 2007, 2008, 2011, 2013, 2014, 2018                                           |
| Costa do Marfim | Copa Houphouët-Boigny    | 15           | 1975, 1980, 1983, 1990, 1994, 1995, 1997, 1998, 1999, 2004, 2006, 2007, 2008, 2009, 2011                                                                         |